# Cneo Octavio (cónsul 87 a. C.)
Cneo o Gneo Octavio (en latín, Gnaeus Octavius) fue un político romano del siglo I a. C. Se opuso a Cayo Mario y Lucio Cornelio Cinna y fue asesinado por sus partidarios.

## Familia
Octavio pertenecía a la gens Octavia, una familia de origen plebeyo que dio varios cónsules a la República. Su padre fue Cneo Octavio, cónsul en 128 a. C., y su tío Marco Octavio. Su hermano Lucio Octavio ocupó el consulado en el año 75 a. C.

## Carrera política
Fue uno de los más firmes partidarios del partido aristocrático y por eso fracasó en las elecciones edilicias. En 87 a. C. fue elegido cónsul junto con Cinna cuando Sila estaba ausente en Grecia y Mario y sus partidarios habían sido desterrados.
Durante su consulado, Cinna intentó obtener el poder para los populares incorporando nuevos ciudadanos italianos a las 35 tribus; Octavio se opuso vehementemente. De las palabras se pasó a la lucha y finalmente Cinna fue expulsado de Roma. El Senado lo privó de su cargo de cónsul y lo sustituyó por Lucio Cornelio Mérula. 
Cinna reunió un considerable ejército con el cual marchó a Roma mientras Mario, tan pronto como se enteró de estos hechos, regresó de África y reclutó algunas tropas con las cuales también procedió contra la ciudad. Los soldados de Octavio al parecer no confiaban en el cónsul y pidieron el mando para Quinto Cecilio Metelo Pío que había sido llamado a Roma por el Senado; pero, cuando Metelo se negó a tomar el mando, las tropas se pasaron a los populares y el Senado tuvo que someterse a Cinna. Metelo huyó de la ciudad y Octavio fue aconsejado por sus amigos de hacer lo mismo; pero, como los adivinos le confirmaron la seguridad que le ofrecían Mario y Cinna, permaneció en Roma. 
Octavio se hizo fuerte en el Janículo con algunas tropas que le permanecieron fieles, mientras las tropas de Cinna y Mario entraban en Roma; allí mismo fue asesinado por Cayo Marcio Censorino, enviado al lugar por los populares. Su cabeza fue cortada y colgada en los Rostra, según el relato de Apiano, pero su muerte está relatada de forma diferente por Plutarco. Octavio parece, sobre todo, haber sido un hombre de bien, pero muy supersticioso, lento en la acción y en el consejo.